# Jens Korse
Jens Korse (født 11. oktober 1966) er en dansk journalist og manuskriptforfatter.
Korse blev student fra Helsingør Gymnasium i 1986 og uddannet journalist fra Danmarks Journalisthøjskole i 1996. Han var i praktik på Det Fri Aktuelt, hvor han senere blev ansat som redaktionssekretær. Allerede før sin afsluttende eksamen på journalisthøjskolen blev han engageret af Lars Le Dous og Oliver Zahle til radiosatiren Selvsving. Jens Korse var også med til at lave ''Bertelsen - De Uaktuelle Nyheder på dr2''.. Forinden havde han stiftet bekendtskab med satiregenren som medvirkende i Onkel Dum & Bananerne, der var aktiv fra 1985 til 1991. Korse har siden helliget sig satiren. I 2007 var han manuskriptforfatter på tv-serien Max.